# Dom dusz
Dom dusz (ang. The House of the Spirits) – zrealizowany w ramach międzynarodowej koprodukcji dramat obyczajowy z 1993 roku w reżyserii i według scenariusza Billego Augusta. Ekranizacja powieści "Dom duchów" autorstwa chilijskiej pisarki Isabel Allende.
Film jest rodzinną sagą ukazaną na tle dramatycznych zmian politycznych w Chile lat 70. XX w.

## Obsada
- Jeremy Irons – Esteban Trueba
- Meryl Streep – Clara del Valle Trueba
- Winona Ryder – Blanca Trueba
- Glenn Close – Férula Trueba
- Antonio Banderas – Pedro Tercero García
- Grace Gummer – Młoda Clara
- Vanessa Redgrave - Nívea del Valle
- Maria Conchita Alonso - Tránsito Soto
- Armin Mueller-Stahl - Severo del Valle
- Jan Niklas - Hrabia Jean de Satigny
- Sarita Choudhury - Pancha García

## Produkcja
Zdjęcia kręcono w Portugalii (Lizbona, przylądek Espichel).